# 杵坭乡
杵坭乡，是中华人民共和国四川省甘孜藏族自治州泸定县曾经下辖的一个乡。2019年12月，撤销杵坭乡，将其所属行政区域划归冷碛镇管辖。

## 行政区划
杵坭乡撤销前下辖以下地区：
松林村、金华村、杵坭村、金鸡坝村、邓油房村、联合村和瓦斯营盘村。